# Інтерпайп
Група «Інтерпайп» (англ. Interpipe Group), або просто «Інтерпайп» (Науково-виробничо-інвестиційна група «Інтерпайп») — впливова українська бізнес-група, належить олігарху Віктору Пінчуку. Діяльність групи зосереджена на сталеливарній промисловості (зокрема, прокат), також опосередковано контролює активи в різних галузях промисловості, послуг та інформації. «Інтерпайп» є глобально важливим гравцем на ринку металевих труб (звідси й назва).
Підприємства групи в основному розташовано в Дніпропетровській області України.
Головний офіс: Дніпро, вул. Писаржевського, 1а.

## Продукція
- Трубна продукція: нарізні труби (обсадні, насосно-компресорні), лінійні труби (для водо-, нафто- і газопроводів), профільні труби і труби для машинобудування, труби загального призначення, муфти й муфтові заготовки, преміальні з'єднання[1].
- Колісна продукція — суцільнокатані залізничні колеса під брендом KLW[1].

## Опис
Початком групи «Інтерпайп» заведено називати 1990 р., у якому утворилася науково-виробнича група «Інтерпайп», яку надалі очолив молодий вчений Віктор Пінчук.
У 1997 році Пінчука обрали президентом «Інтерпайпу».
До групи «Інтерпайп» входять: Новомосковський трубний завод, Нижньодніпровський трубопрокатний завод, Нікопольський завод безшовних труб NICO TUBE.
У 2012 р. першу продукцію випустив завод «Дніпросталь», який став першим металургійним підприємством, побудованим в Україні за часи незалежності.
У 2014 році Міністерство торгівлі США підписали угоду з групою «Інтертайп» про призупинення антидемпінгового розслідування стосовно труб в обмін на цінові зобов'язання щодо рівня постачань цієї продукції на територію країни. Згідно з цією угодою «Інтертайп» здійснює продаж нафтогазових труб за мінімальними ринковими цінами, що дає змогу уникнути демпінгу цін і призупиняє дію мита у розмірі 7,47 %, запровадженого за підсумками антидемпінгового розслідування проти низки країн-імпортерів сталевих труб, зокрема України.
У 2018 році угоду було продовжено ще на рік — згідно з поправкою, угода припиняється через п'ять років після дати набуття чинності первинною угодою, 10 липня 2019 року.
За даними ЗМІ, «Інтерпайп» у 2018 р. продовжив поставки залізничних коліс на російський ринок, незважаючи на запровадження антидемпінгових митних тарифів, у зв'язку з дефіцитом на світовому ринку цієї продукції.
Протягом 2019 року виробила 207,7 тис. тонн залізничної продукції, що на 11 % більше, ніж у 2018 році. Найбільше зростання було зафіксовано у виробництво колісних пар +58,5 %. Частка залізничних коліс в загальних обсягах виробництва компанії склала 26,1 %. Залізничних осей було вироблено 3,6 тис. тонн (+ 6 %), бандажів — 2,6 тис. тонн (−8,6 %). Майже половину залізничної продукції «Інтерпайп» (45 %) було реалізовано в країнах СНД, 26 % — в Європі, 22 % — в Україні, по 3 % — в Америці та країнах Північної Африки та Близького Сходу.
США відновили дію 7,47 % антидемпінгового мита проти безшовних труб виробництва Інтерпайп, в той час як дія Угоди про встановлення мінімальних цін не було продовжено. Проте, згідно із заявою компанії, Інтерпайп продовжить експорт продукції в США.
Інтерпайп у 2019 р. планує виробити близько 1 млн тонн сталі, що на 2,8 % вище, ніж у 2018 році.
У червні 2019 р. спільне підприємство Vallourec NIKO TUBE вийшло на планований рівень завантаження потужностей в 120 тис. тонн труб на рік. Планується 95 тис. тонн поставляти на ринок ЄС і 25 тис. тонн у США і країни Близького Сходу.
У червні 2025 року вперше виготовили для клієнта з Туреччини насосно-компресорні труби з преміальним з’єднанням UPJ-M, яке забезпечує високу газогерметичність і є власною розробкою компанії.

## Об'єми виробництва

### Безшовні труби
- 2016 — 344 тис. т
- 2017 — 493 тис. т
- 2018 — 560 тис. т
- 2019 — 480 тис. т

### Труби зварні
- 2016 — 105 тис. т
- 2017 — 97 тис. т
- 2018 — 110 тис. т
- 2019 — 107 тис. т

### Залізничні колеса
- 2016 — 105 тис. т
- 2017 — 165 тис. т
- 2018 — 189 тис. т
- 2019 — 208 тис. т

## Зв'язок з іншими підприємствами
За даними інтернет-видання GMK-Center станом на 2021 рік до складу групи «Інтерпайп» входять наступні виробничі підприємства:
- Інтерпайп Втормет, ТОВ — входить до групи
- Інтерпайп Сталь, ТОВ — входить до групи
- Інтерпайп Новомосковський трубний завод, ПрАТ — входить до групи
- Інтерпайп Нікопольський завод безшовних труб Ніко Тьюб, ТОВ — входить до групи
- Інтерпайп Нижньодніпровський трубопрокатний завод, ПрАТ — входить до групи

## Зв'язок з персонами[12]
- Пінчук Віктор Михайлович — здійснює контроль.
- Щеголевськи Михайло Миронович — входить до групи.
- Дементиєнко Олександр Вікторович — входить до групи.

## Зноски
1. 1 2 3  Interpipe - Інформація, показники, виробництво - GMK Center. GMK (укр.). Архів оригіналу за 22 квітня 2020. Процитовано 21 січня 2020.
2. ↑  Профілі компаній гірничо-металургійного комплексу України | GMK Center. GMK (укр.). Процитовано 8 липня 2024.
3. ↑  «Интерпайп» прокатал первую трубу из стальной заготовки «Днепростали». Архів оригіналу за 27 липня 2012. Процитовано 7 лютого 2012.
4. ↑  InterFax-Україна. США продовжили на рік угоду з «Інтерпайпом» про відмову від мита в обмін на цінові зобов'язання (ua) . Архів оригіналу за 5 липня 2018. Процитовано 4 липня 2018.
5. ↑  «Інтерпайп» у 2019 році збільшив виробництво колісних пар на 58%. uprom.info. Національний промисловий портал. 20 січня 2020. Архів оригіналу за 26 січня 2021. Процитовано 20 січня 2020.
6. ↑  «Интерпайп» продолжит поставки труб на рынок США — Новости — GMK Center. ГМК (рос.).
7. ↑  Актуальна інформація про ПАТ "ІНТЕРПАЙП": адрес, код ЄДРПОУ, власники, директор, судові рішення. Opendatabot (укр.).
8. ↑  Фаді Храйбе: «Інтерпайп» виробить близько 1 млн т сталі у 2019-му — Новини — GMK Center. GMK (укр.).
9. ↑  Vallourec Niko Tube вийшов на проектну потужність 120 тис. т труб на рік — Новини — GMK Center. GMK (укр.). Архів оригіналу за 4 лютого 2022. Процитовано 21 січня 2020.
10. ↑  ІНТЕРПАЙП вперше виготовив труби для офшорних робіт — Новини — ІНТЕРПАЙП. interpipe.biz (укр.).
11. ↑  Interpipe. Структура групи. GMK Center.
12. ↑  Группа «Интерпайп» [Архівовано 14 вересня 2008 у Wayback Machine.] 10.04.2010 р.